# Närkes runinskrifter 16
Närkes runinskrifter 16 är en runsten som hittats i Ormesta i Almby socken, Örebro kommun. Det är oklart när och var stenen ursprungligen hittades. Den skänktes till Örebro läns museum 1914. Innan dess hade den legat inmurad i källarväggen i torpet Hageborg och den lantbrukare som skänkte stenen till museet var samma person som långt tidigare murat in runstenen i väggen. 
Nä 16 består av grå sandsten och är 120 cm hög och 41 cm bred. Den är fragmentariskt bevarad och det bevarade stycket har ursprungligen utgjort runstenens topp. Inskriften, som troligen gjordes i slutet av 1000-talet, vid sekelskiftet 1100 eller i början av 1100-talet lyder 

Translitterering av runraden:
...li : lit : resa : eftiʀ : f...
Normalisering till fornvästnordiska:
... let ræisa æftiʀ ...
Översättning till nusvenska:
… lät resa efter …”
vilket inte säger mera än att det här sig om en minnessten. Tyvärr är varken namnet på den som reste stenen eller den person som stenen restes efter fullständigt bevarade.